# Kōnan (Jokohama)
Kōnan (jap. 港南区 Kōnan-ku) – jedna z 18 dzielnic Jokohamy, stolicy prefektury Kanagawa, w Japonii. Ma powierzchnię 19,90 km². W 2020 r. mieszkało w niej 215 196 osób, w 95 469 gospodarstwach domowych  (w 2010 r. 221 451 osób, w 90 082 gospodarstwach domowych).
Dzielnica została założona 1 października 1969 roku. Położona jest w południowej części miasta. Graniczy z dzielnicami Minami, Isogo, Sakae oraz Totsuka.